# Roland Garros 2010
De 109e editie van het Franse grandslamtoernooi, Roland Garros 2010, werd gehouden van zondag 23 mei tot en met zondag 6 juni 2010. Voor de vrouwen was het de 103e editie. Het toernooi werd gespeeld in het Roland-Garrosstadion in het 16e arrondissement van Parijs.

## Enkelspel

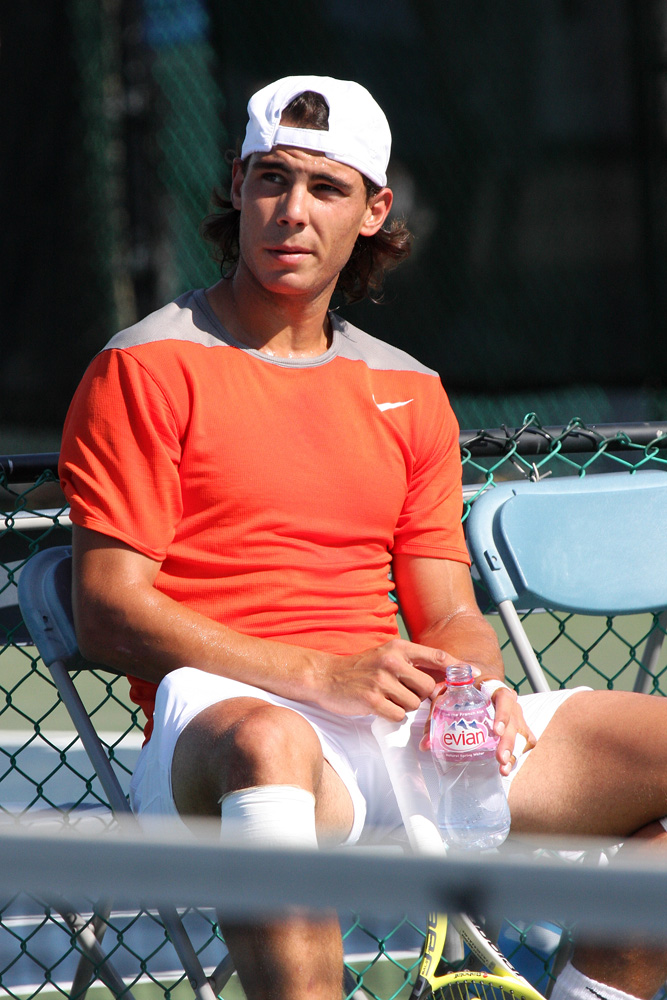
Rafael Nadal, winnaar bij de mannen.

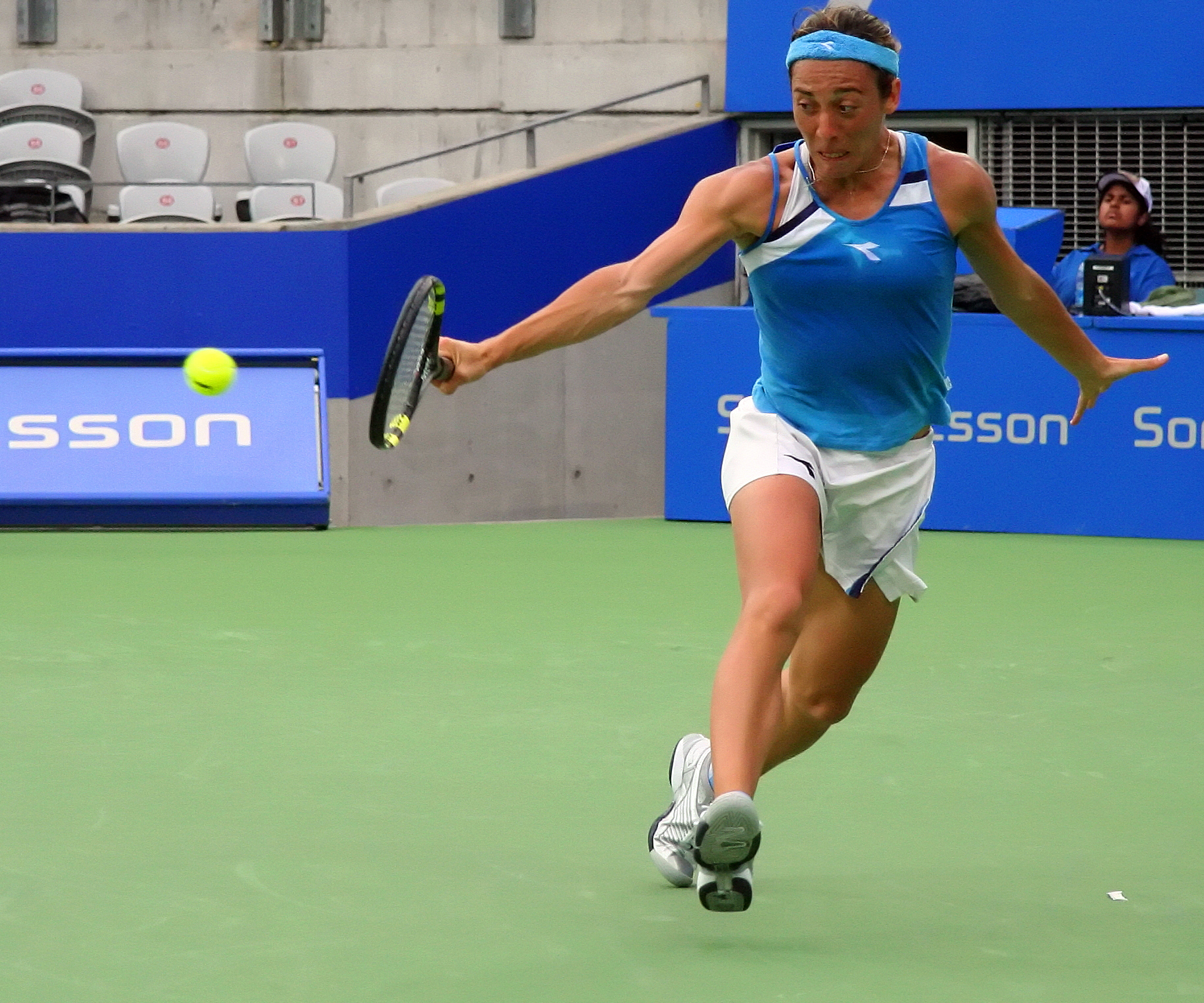
Francesca Schiavone, winnares bij de vrouwen.

### Mannen
De finale bij de mannen werd gespeeld op 6 juni 2010 tussen de Zweed Robin Söderling en de Spanjaard Rafael Nadal. In de finale versloeg Rafael Nadal de Zweed in drie sets: 6-4, 6-2 en 6-4. Dit was zijn vijfde Roland Garros-zege en na de zege kreeg Nadal de koppositie op de ATP Rankings terug.

### Vrouwen
De finale bij de vrouwen werd gespeeld op 5 juni 2010 tussen de Australische Samantha Stosur en de Italiaanse Francesca Schiavone. De Italiaanse versloeg Stosur in twee sets: 6-4 en 7-62. Hiermee werd ze de eerste Italiaanse titelwinnares van Roland Garros.

## Dubbelspel

### Mannen
De titelverdedigers, Lukáš Dlouhý (Tsjechië) en Leander Paes (India), moesten dit jaar de titel laten aan het als tweede geplaatste koppel Daniel Nestor (Canada) en Nenad Zimonjić (Servië). De eindstrijd werd in twee sets beslist: 7-5 en 6-2.

### Vrouwen
In de finale pakten de als eerste geplaatste gezusters Williams de titel, ten koste van het als twaalfde geplaatste Tsjechisch/Sloveense koppel Květa Peschke en Katarina Srebotnik: 6-2 en 6-3.

### Gemengd
Finale: Katarina Srebotnik (Slovenië) en Nenad Zimonjic (Servië) wonnen van Jaroslava Sjvedova (Kazachstan) en Julian Knowle (Oostenrijk) met 4-6, 7-65 en [11-9].

## Junioren
Meisjesenkelspel

Finale: Elina Svitolina (Oekraïne) won van Ons Jabeur (Tunesië) met 6-2, 7-5
Meisjesdubbelspel

Finale: Tímea Babos (Hongarije) en Sloane Stephens (VS) wonnen van Lara Arruabarrena Vecino (Spanje) en María Teresa Torró Flor (Spanje) met 6-2, 6-3
Jongensenkelspel

Finale: Agustín Velotti (Argentinië) won van Andrea Collarini (VS) met 6-4, 7-5
Jongensdubbelspel

Finale: Duilio Beretta (Peru) en Roberto Quiroz (Ecuador) wonnen van Facundo Argüello (Argentinië) en Agustín Velotti (Argentinië) met 6-3, 6-2

## Rolstoeltennis
Rolstoelmannenenkelspel

Finale: Shingo Kunieda (Japan) won van Stefan Olsson (Zweden) met 6–4, 6–0
Rolstoelvrouwenenkelspel

Finale: Esther Vergeer (Nederland) won van Sharon Walraven (Nederland) met 6–0, 6–0
Rolstoelmannendubbelspel

Finale: Stéphane Houdet (Frankrijk) en Shingo Kunieda (Japan) wonnen van Robin Ammerlaan (Nederland) en Stefan Olsson (Zweden) met 6–0, 5–7, [10–8]
Rolstoelvrouwendubbelspel

Finale: Daniela Di Toro (Australië) en Aniek van Koot (Nederland) wonnen van Esther Vergeer (Nederland) en Sharon Walraven (Nederland) met 3–6, 6–3, [10–4]

## Belgische deelnemers

### Enkelspel
Steve Darcis, Olivier Rochus, Xavier Malisse en Kristof Vliegen mochten allen deelnemen aan de hoofdwedstrijden bij de mannen op het toernooi.
Kirsten Flipkens, Justine Henin en Yanina Wickmayer deden hetzelfde bij de vrouwen.

## Nederlandse deelnemers

### Enkelspel
Bij de mannen deden Thiemo de Bakker en Robin Haase mee. Beide spelers waren rechtstreeks geplaatst.
Aan het enkelspel namen geen speelsters uit Nederland deel.

### Dubbelspel
Rogier Wassen en Thiemo de Bakker vormden een duo in het mannendubbelspel.
Michaëlla Krajicek speelde samen met de Amerikaanse Vania King in het vrouwendubbelspel.

## Kwalificatietoernooi (enkelspel)
Algemene regels – Aan het hoofdtoernooi (enkelspel) doen bij de mannen en vrouwen elk 128 tennissers mee. De 104 beste mannen en 108 beste vrouwen van de wereldranglijst die zich inschrijven worden rechtstreeks toegelaten. Acht mannen en acht vrouwen krijgen van de organisatie een wildcard. Voor de overige ingeschrevenen resteren dan nog zestien plaatsen bij de mannen en twaalf plaatsen bij de vrouwen in het hoofdtoernooi – deze plaatsen worden via het kwalificatietoernooi ingevuld. Aan dit kwalificatietoernooi doen nog eens 128 mannen en 96 vrouwen mee.
Via het kwalificatietoernooi probeerden de volgende Belgen en Nederlanders deelname aan het hoofdtoernooi af te dwingen:
- uit België: Christophe Rochus, Niels Desein, Yannick Mertens en Ruben Bemelmans
- uit Nederland: Arantxa Rus, Michaëlla Krajicek en Igor Sijsling

Geen van hen slaagde erin het hoofdtoernooi van het enkelspel te bereiken.

## Trivia
Tijdens het toernooi van 2010 is de wedstrijd met de laatste eindtijd ooit gespeeld, voor intreding van de verlichting in 2020. De partij tussen Gaël Monfils en Fabio Fognini werd gestaakt om 21:56. De baan werd op dat tijdstip nog enkel verlicht door het scorebord en de Franse commentaarplek.